# Erbaluce di Caluso spumante
L'Erbaluce di Caluso spumante est un vin mousseux italien de la région Piémont doté d'une appellation DOC depuis le 16 juillet 1974. Seuls ont droit à la DOC les vins blancs récoltés à l'intérieur de l'aire de production définie par le décret. Les vignobles autorisés se situent en province de Turin, province de Verceil et en province de Biella dans les communes de Caluso, Agliè, Azeglio, Bairo, Barone Canavese, Bollengo, Borgomasino, Burolo, Candia Canavese, Caravino, Cossano Canavese, Cuceglio, Ivrée, Maglione, Mazzè, Mercenasco, Montalenghe, Orio Canavese, Romano Canavese, Palazzo Canavese, Parella, Perosa Canavese, Piverone, Scarmagno, Settimo Rottaro, San Giorgio Canavese, San Martino Canavese, Strambino, Vestignè, Vialfrè, Villareggia, Vische, Moncrivello, Roppolo, Viverone et Zimone.  
Les vignobles se situent sur des croupes des nombreuses moraines  proche d’Ivrée  dans la région du  Canavais (Canavese en Italie).
Voir aussi les appellations Erbaluce di Caluso, Erbaluce di Caluso passito et Erbaluce di Caluso passito liquoroso.

## Caractéristiques organoleptiques
- couleur : jaune paille avec une mousse légère et des fines bulles
- odeur : délicat, caractéristique
- saveur : sec, frais, fruité, caractéristique

L'Erbaluce di Caluso spumante se déguste à une temperature de 8 à 10 °C. A boire jeune

## Production
Province, saison, volume en hectolitres :
- Torino  (1990/91)  11,2
- Torino  (1991/92)  15,4
- Torino  (1992/93)  16,1
- Torino  (1993/94)  10,5
- Torino  (1994/95)  14,0
- Torino  (1995/96)  14,0
- Torino  (1996/97)  10,85